# Отрадный проезд
Отра́дный проезд — улица в районе Отрадное Северо-Восточного административного округа города Москвы. Проходит от Берёзовой аллеи до Отрадной улицы.

## Название
Проезд сохраняет название с 1958 года по располагавшемуся здесь учебному совхозу «Отрадное», названного по бывшей деревне Отрада.

## Описание
Отрадный проезд проходит на северо-восток и начинается от Берёзовой аллеи в месте примыкания к ней Сигнального проезда и заканчивается на Отрадной улице.

## Учреждения и организации
- № 6 — издательство «Восток-Запад»;
- № 8А — детский сад № 1586.

За жилыми домами по северо-западной стороне проезда располагается Московский институт теплотехники (Берёзовая аллея, 10).

## Общественный транспорт

### Внеуличный транспорт

#### Станцииметро
- Отрадное
- Владыкино

#### СтанцииМосковского центрального кольца
- Владыкино

### Наземный транспорт

#### Электробусы
- 637:  Владыкино — Отрадный проезд —  Отрадное —  Бескудниково —  Бибирево